# Pušča
Pušča – wieś w Słowenii, w gminie miejskiej Murska Sobota. W 2018 roku liczyła 529 mieszkańców. 